# Nobody Excluded
Nobody Excluded är det tredje studioalbumet av den italienska metal-gruppen Exilia, utgivet den 8 augusti 2006 på GUN Records. Albumet producerades av Udo Rinklin som också ansvarade för gruppens senaste album Unleashed (2004).
Albumet visar upp tunga nu metal-låtar fyllda med Masha Mysmanes hesa, aggressiva sångstil. Flera av låtarna har hämtat inspiration från thrash metal-scenen, medan det samtidigt finns en del lugna låtar som till exempel singeln Your Rain.

## Låtlista
Alla låtar är skrivna av Exilia.
1. Kill Me – 3:13
2. Nobody – 3:44
3. Destroy My Eyes – 3:19
4. No Colours – 3:46
5. Your Rain – 3:10
6. Get Sick – 3:04
7. Speed of Light – 2:44
8. Fly High Butterfly – 4:40
9. My Prophecy – 3:35
10. In a Coma – 3:34
11. Cruel – 3:34 (bonuslåt)
12. Justify Yourself – 3:39
13. Little Girl in a World – 3:21
14. Nowhere – 2:47 (bonuslåt)

Bonuslåtarna Cruel och Nowhere finns inte med på originalutgåvan.

## Singlar från albumet

### Your Rain
Albumets första singel Your Rain gavs ut den 18 augusti 2006 och innehåller albumlåten Kill Me som b-sida.
Låtlista (GUN 250; 82876 85137 2)
1. Your Rain – 3:09
2. Kill Me – 3:13

Låtlista - Maxi (GUN 250; 82876 88033 2)
1. Your Rain – 3:09
2. Never Again – 3:56
3. Remind Me (Jeff Collier) – 3:30
4. Snakes (Jeff Collier) – 3:29
5. Kill Me – 3:13

## Releasedatum
| Datum        | Region          | Format | Skivbolag   | Katalognummer |
| ------------ | --------------- | ------ | ----------- | ------------- |
| 21 juli 2006 | Internationellt | CD     | GUN Records | GUN 246       |

## Banduppsättning
- Masha Mysmane - sång
- Elio Alien - gitarr
- Marco Valerio - bas
- Ale "BH" Lera - trummor